# Wereldkampioenschappen tafeltennis 2004
Het wereldkampioenschap tafeltennis 2004 voor landenteams werd van 1 tot 7 maart 2004 gehouden in Doha, Qatar. Het is de zevenenveertigste editie van dit kampioenschap. Zowel bij de mannen als de vrouwen begon China aan het toernooi als titelverdediger.

## Uitslagen
| Categorie           | Goud                                                       | Zilver                                                                            | Brons                                                                       |
| ------------------- | ---------------------------------------------------------- | --------------------------------------------------------------------------------- | --------------------------------------------------------------------------- |
| Mannenteam Details  | China Kong Linghui Liu Guozheng Ma Lin Wang Hao Wang Liqin | Duitsland Timo Boll Zoltan Fejer-Konnerth Jörg Roßkopf Torben Wosik Christian Süß | Zuid-Korea Joo Se-hyuk Kim Jung-hoon Kim Taek-soo Oh Sang-eun Ryu Seung-min |
| Vrouwenteam Details | China Guo Yue Li Ju Niu Jianfeng Wang Nan Zhang Yining     | Hongkong Lau Sui-fei Song Ah Sim Zhang Rui Tie Yana Yu Kwok See                   | Japan Ai Fujinuma Ai Fukuhara Sayaka Hirano Naoko Taniguchi Aya Umemura     |